# Hannoa
Hannoa là một chi thực vật thuộc họ Simaroubaceae. Chi này có các loài sau (tuy nhiên danh sách này có thể chưa đủ):
- Hannoa kitombetombe, Gilbert
- Hannoa klaineana and Hannoa chlorantha. Cả hai loài được dùng trong y học cổ truyền các nước Trung Mỹ để trị sốt và sốt rét."[1]